# سامبدوريا موسم 2003–04
عاد سامبدوريا إلى دوري الدرجة الأولى الإيطالي بعد غياب دام أربع سنوات، وأعاد فورًا تأسيس نفسه كفريق في النصف العلوي من البطولة المحلية. قدم حارس المرمى فرانشيسكو أنتونيولي خبرة حاسمة، ولكن بصرف النظر عنه لعب الجزء الأكبر من الفريق في دوري الدرجة الثانية 2002-2003، حيث سارع الهدافان فابيو بادزاني وفرانسيسكو فلاتشي إلى التكيف بسرعة مع وتيرة دوري الدرجة الأولى، لاعبي خط الوسط سيرجيو فولبي وأنجيلو بالومبو برزوا أيضا. حتى أن الظهير الأيمن أيمو ديانا حصل على استدعاء للمنتخب الوطني بعد أدائه.

## اللاعبون

### حراس المرمى
- فرانشيسكو انتونيولي
- لويغي تورسي
- إيمانويل بيانكي

### المدافعون
- ستيفانو بيتاريني
- موريس كارودزيري
- ميركو كونتي
- جيوليو فالكوني
- ايمو ديانا
- نيناد ساكيتش
- ستيفانو ساكيتي
- كريستيان زينوني

### لاعبي الوسط
- سيرجيو فولبي
- أنجليو بالومبو
- بياجيو باغانو
- براتيسلاف جيفكوفيتش
- فرانشيسكو بيدون
- كريستيانو دوني
- ماسيمو دوناتي
- لوكا أنتونيني
- فابيان فالتولينا

### المهاجمون
- جياكومو سيبرياني
- فابيو بادزاني
- فرانسيسكو فلاتشي
- أتسوشي ياناغيساوا
- أنطونيو فلورو فلوريس
- توماس جوب